# خدیجه آزادپور
خدیجه آزادپور (زاده ۱۳۶۷ در اصفهان) ووشوکار ایرانی است که مدال طلای قهرمانی جهان و بازی‌های آسیایی را کسب کرده‌است.
وی در قهرمانی جهان ۲۰۰۹ تورنتو اولین زن ایرانی قهرمان جهان ووشو و در بازی‌های آسیایی ۲۰۱۰ گوانگ‌ژو اولین زن ایرانی شد که در تاریخ بازی‌های آسیایی به مدال طلای انفرادی دست یافت.